# Avenue Foch
L'avenue Foch è un viale del XVI arrondissement di Parigi, che inizia da place Charles-de-Gaulle (antico nome: « Place de l'Étoile ») e termina presso la porte Dauphine (piazza del Maresciallo de Lattre de Tassigny). È una delle dodici strade che convergono sull'Étoile e uno degli indirizzi più prestigiosi di Parigi.

## Situazione
Lunga 1300 metri e larga 120, grazie ai giardini che la cingono da un'estremità all'altra e che ne fanno il viale più ampio della città. Un'altra particolarità è quella delle ampie allées cavalières (corsie cavaliere), situate fra la carreggiata centrale e i giardini, che non sono asfaltate e quindi consentono ai cavalieri di raggiungere a cavallo il bois de Boulogne, che si trova all'estremità opposta.
Essa incrocia al centro l'avenue de Malakoff e l'avenue Raymond-Poincaré.
Alla porte Dauphine, il triangolo che forma con l'avenue Bugeaud e il boulevard Flandrin ha ricevuto il nome di place du Paraguay, con decreto del 13 febbraio 1962.

## Storia
Aperta nel 1854, fu subito chiamata avenue de l'Impératrice (in omaggio all'imperatrice Eugenia, sposa di Napoleone III), poi, alla caduta del Secondo Impero divenne avenue du Général-Uhrich, prima di diventare avenue du Bois-de-Boulogne (spesso abbreviato in avenue du Bois) nel 1875.
Il suo attuale nome, fissato con decreto del 29 marzo 1929, le è stato assegnato in onore di Ferdinand Foch, maresciallo di Francia e Generalissimo della Grande Guerra, deceduto in quello stesso anno.
Il 5 marzo 1984, il produttore cinematografico ed editore Gérard Lebovici fu assassinato in un parcheggio dell'avenue Foch.

## Monumenti
- prospettiva est: l'Arco di Trionfo.
- lato dei numeri pari, a livello della rue Chalgrin: monumento a Jean-Charles Alphand da parte di Jules Dalou, eretto nel 1899.
- prospettiva ovest: monumento al maresciallo de Lattre de Tassigny.

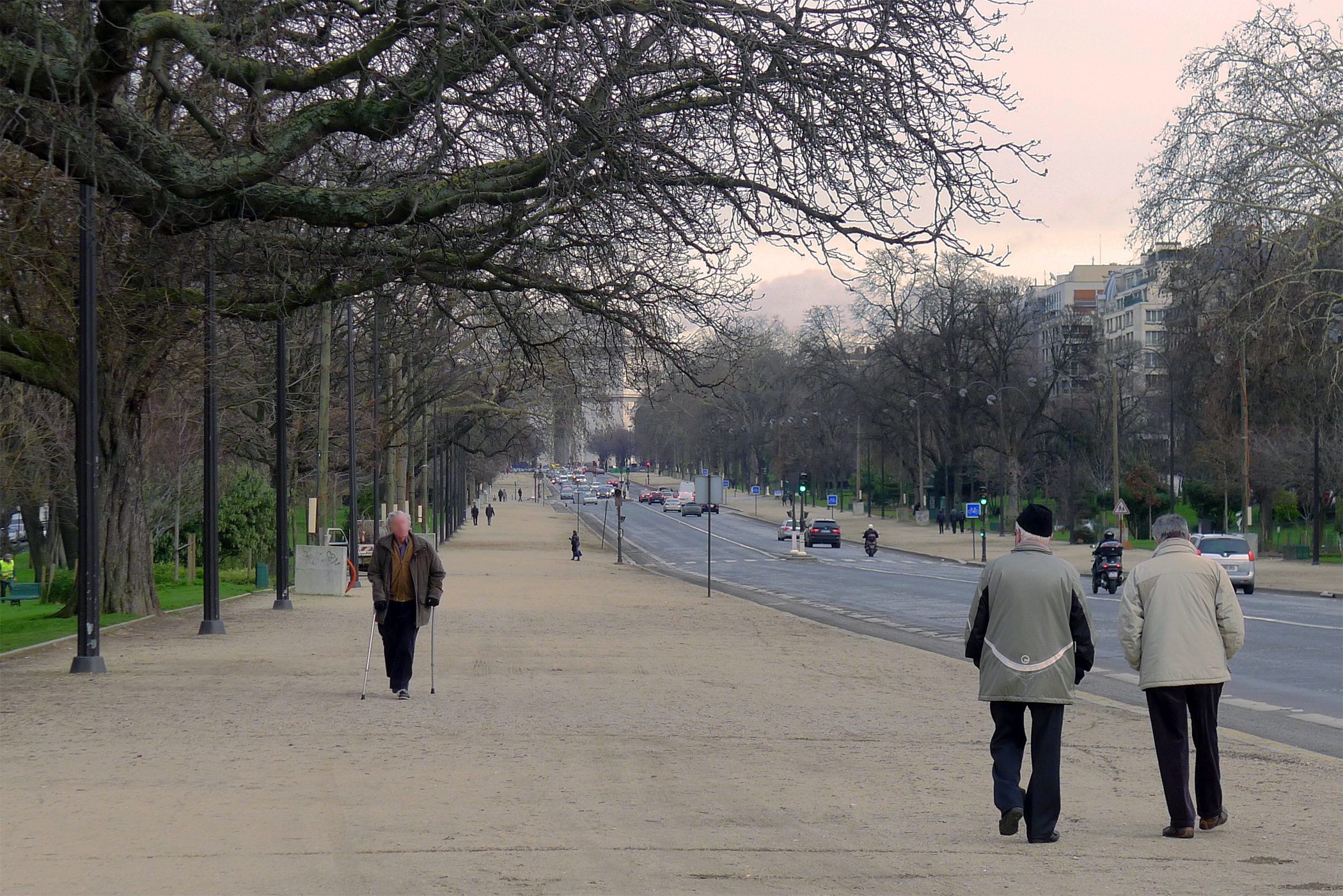
Prospettiva verso l'Arco di trionfo.
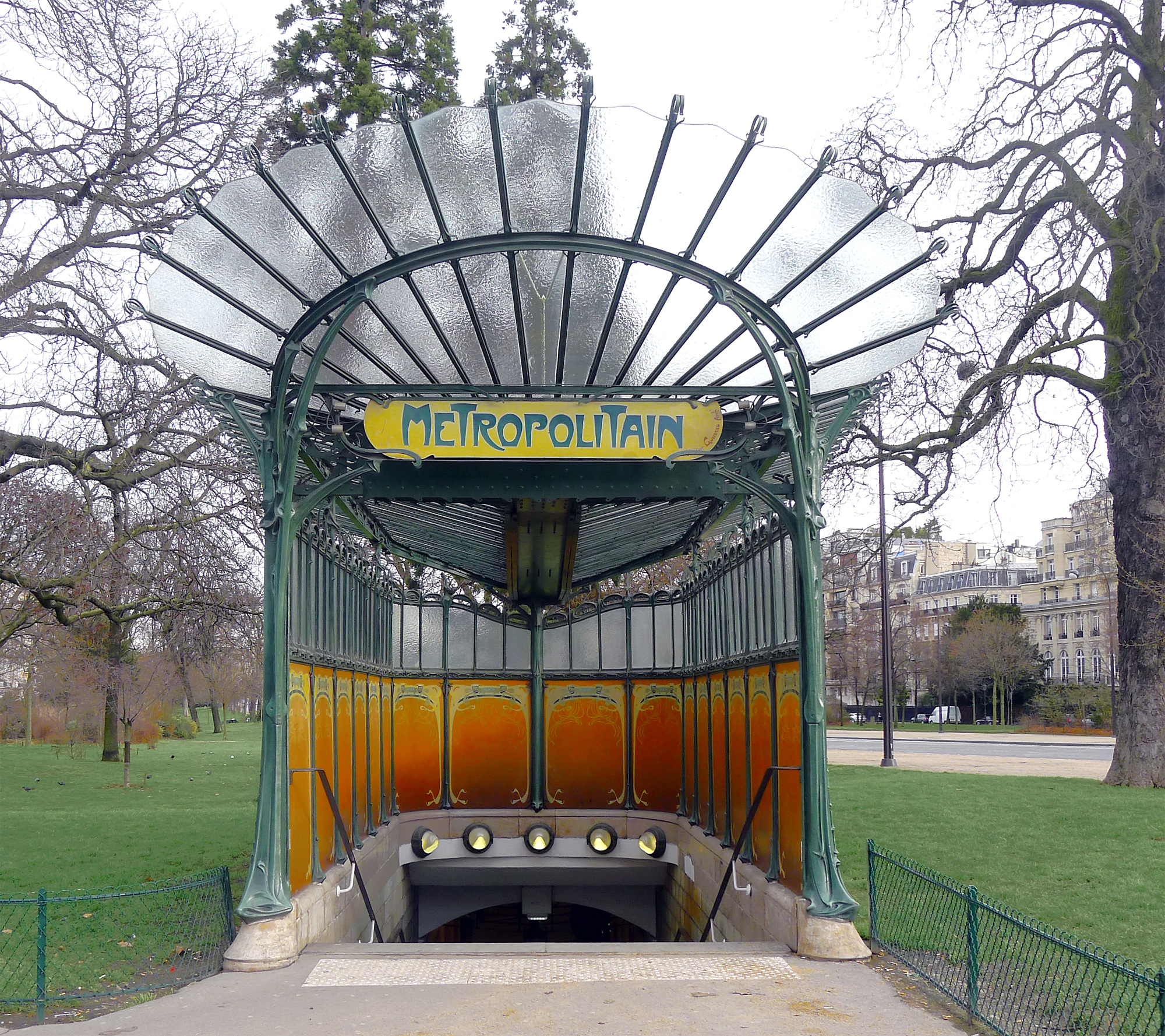
Edicola Guimard.

## Edifici degni di nota
Numerosi edifici particolari che vi si affacciavano furono demoliti negli anni 1960-1970, per far posto a fabbricati moderni. Ma molti sono rimasti, come quello al numero 19 (ambasciata dell'Angola), al numero 72 (residenza parigina privata del principe Sultan bin 'Abd al-'Aziz Al Sa'ud) e al numero 42, ove Teodoro Nguema Obiang Mangué, vice-presidente della Guinea Equatoriale, possiede ugualmente un edificio degno di nota.
- N.12 : Hôtel de Breteuil, costruito dall'architetto Ernest Sanson nel 1902 per Henry Le Tonnelier de Breteuil. Oggi: ambasciata d'Irlanda.
- N.16 : Ci è vissuto lo scrittore Marcel Pagnol.
- N.19 : Hôtel Ephrussi de Rothschild : Hôtel del banchiere Maurice Ephrussi (1849-1916) e della moglie, nata Beatrice di Rothschild (1864-1934) che lasciò all'Institut de France la Villa Ephrussi de Rothschild a Saint-Jean-Cap-Ferrat. Oggi: Ambasciata d'Angola in Francia.
- N.22: appartenne al pianista Arthur Rubinstein (1887-1982); più tardi, da 2002 - 2019 il milionario americano Jeffry Epstein aveva un appartamento lì.[1]
- N.24 : Vi morì il compositore Claude Debussy nel 1918.
- N.33 : Il 23 gennaio 1978 il barone Edouard-Jean Empain fu rapito davanti a casa sua, al numero 33.
- N.34 (e N.3, rue Le Sueur) : Hôtel Blumenthal, detto anche de Montmorency: Costruito nel 1900 da Henri-Paul Nénot su un terreno acquistato dalla compagnia d'assicurazioni « La Nationale » dal commerciante americano d'origine tedesca Ferdinand Blumenthal. Questo terreno ospitava prima una casa in pietra con dipendenze, scuderie e sellerie affittate nel 1894 al principe Boris Swiatopold Czetewerlinski, poi, nel 1896 al conte Ferri de Ludre. Ferdinand Blumenthal presentò nel suo edificio la propria collezione di antiquariato e di quadri, in particolare di Corot e di altri pittori della scuola di Barbizon. Dopo la morte di Ferdinand Blumenthal nel 1914, la casa fu la residenza della sua vedova, nata Cecilia Ulman (1863-1927), che si risposò nel 1917 con Louis de Talleyrand-Périgord (1867-1951), VII duca di Montmorency e II della casa dei Talleyrand-Périgord. Questo matrimonio tra un rampollo della più alta aristocrazia e una figlia della borghesia d'affari ebraico-newyorkese fece scalpore e le male lingue non chiamarono la nuova signora di Talleyrand-Périgord altro che con l'appellativo di la duchesse de Montmorenthal (Montmorency-Blumenthal). Successivamente l'edificio fu acquisito da Jorge Luis Ortiz de Linares, ambasciatore della Bolivia in Francia dopo la seconda guerra mondiale, e da sua moglie, Graziella Patiño, il cui padre Simón Iturri Patiño, considerato allora uno degli uomini più ricchi del mondo, abitava al n. 30 di avenue Foch, dall'altro lato della rue Le Sueur. Negli anni ottanta a Mohammed Mahdi Al Tajir, ministro del petrolio degli Emirati Arabi Uniti e loro ambasciatore a Londra.[2]
- N.41 (angolo con l'avenue Raymond-Poincaré): sede del celebre Yacht Club de France, fondato nel 1867.
- N.42 : Edificio particolare di Teodorin Obiang Mangué (figlio del presidente della Guinea Equatoriale)
- All'estremità dell'avenue, proprio di fronte alla Porte Dauphine, si trova una rimarcabile uscita del métro, l'ultima a Parigi di questo tipo: un accesso in stile Art Nouveau interamente coperto da una vetrata.
- N.59 : L'avenuee ospita due musei: le Musée arménien de France e il Musée d'Ennery.
- N.82 e * N.84: durante la seconda guerra mondiale vi si trovava il quartier generale della Gestapo, da ciò il soprannome «avenue Boche».[3]

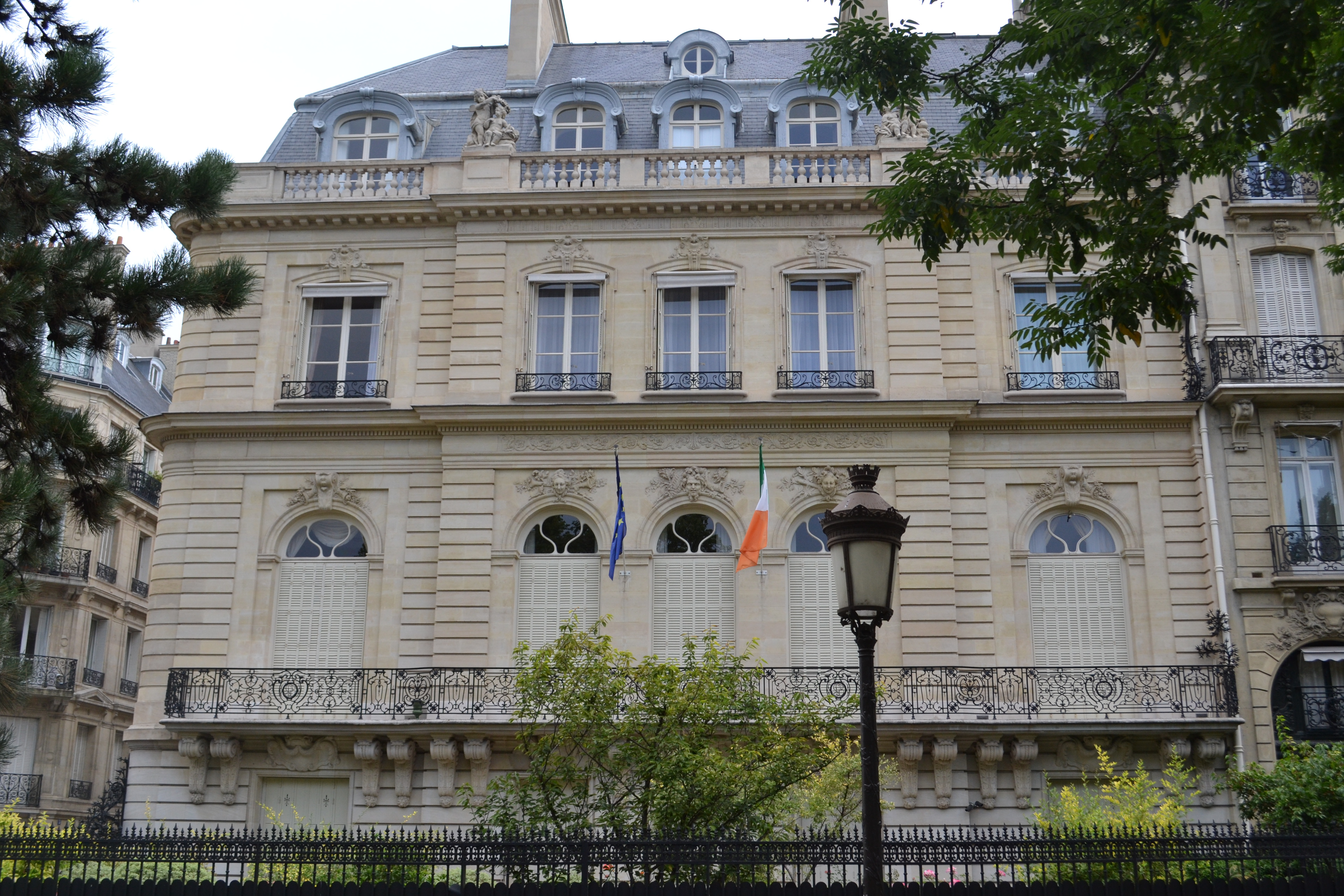
N. 12 Hôtel de Breteuil.
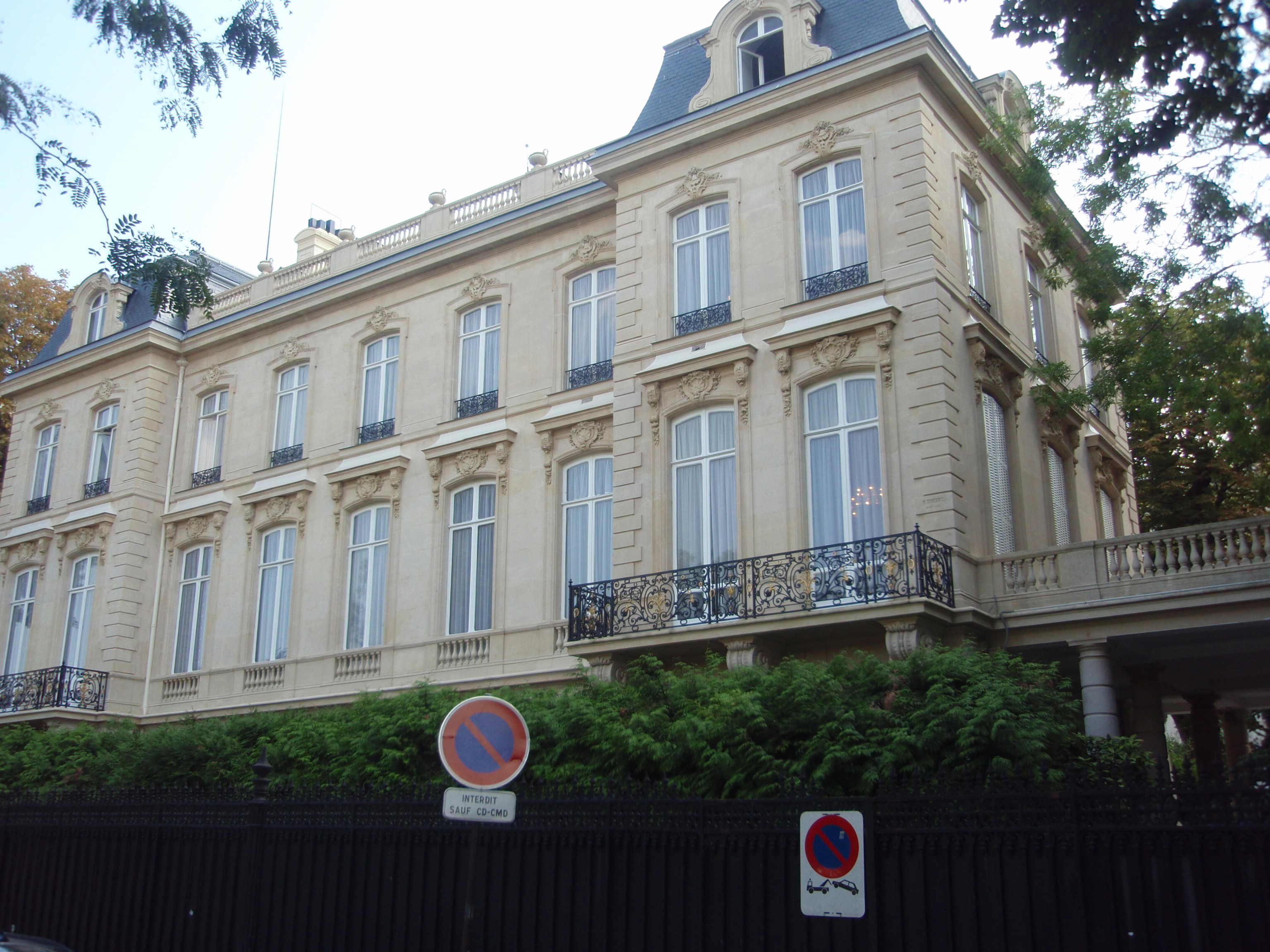
N. 19 Ambassade de l'Angola.
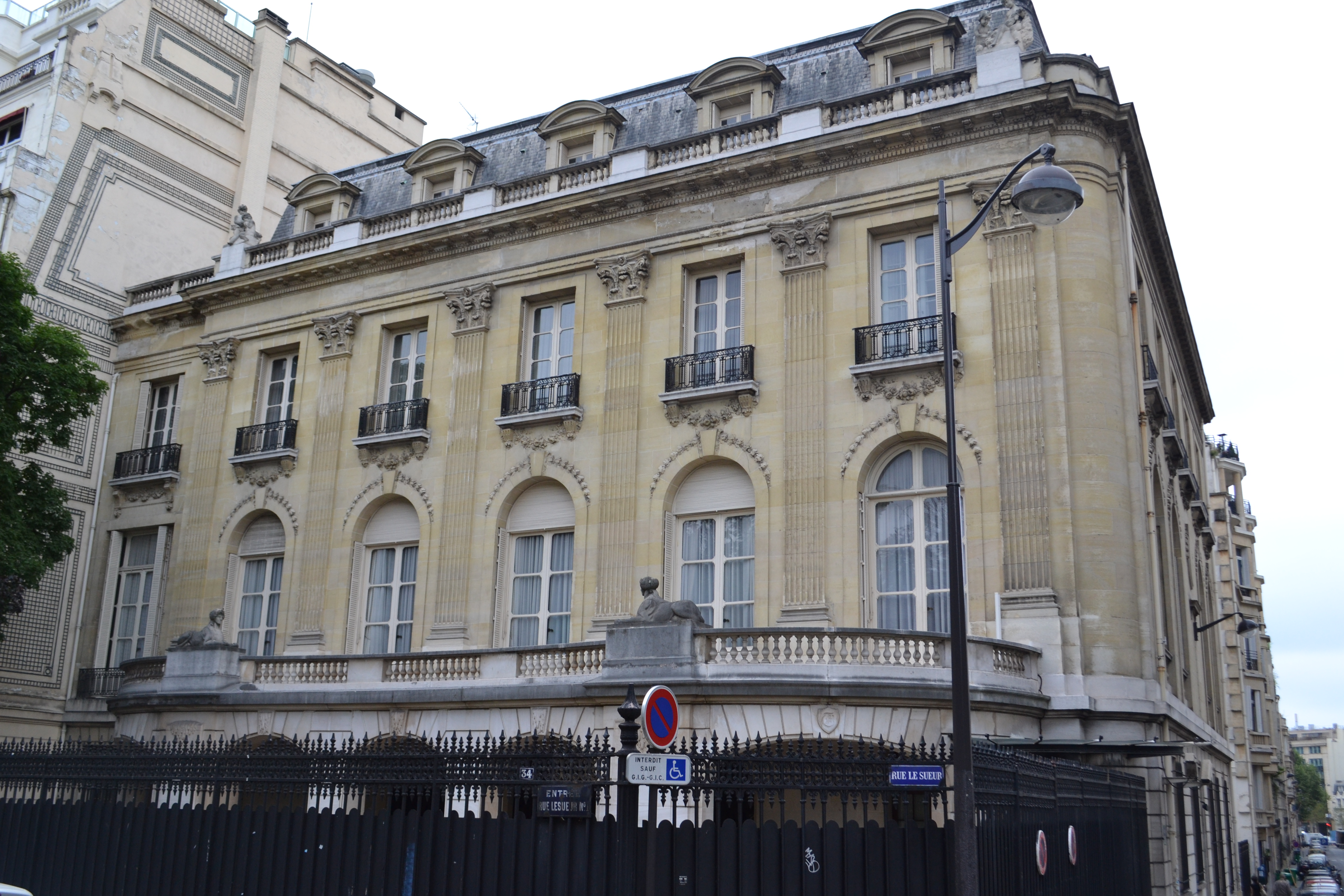
N. 34 Hôtel Blumenthal.
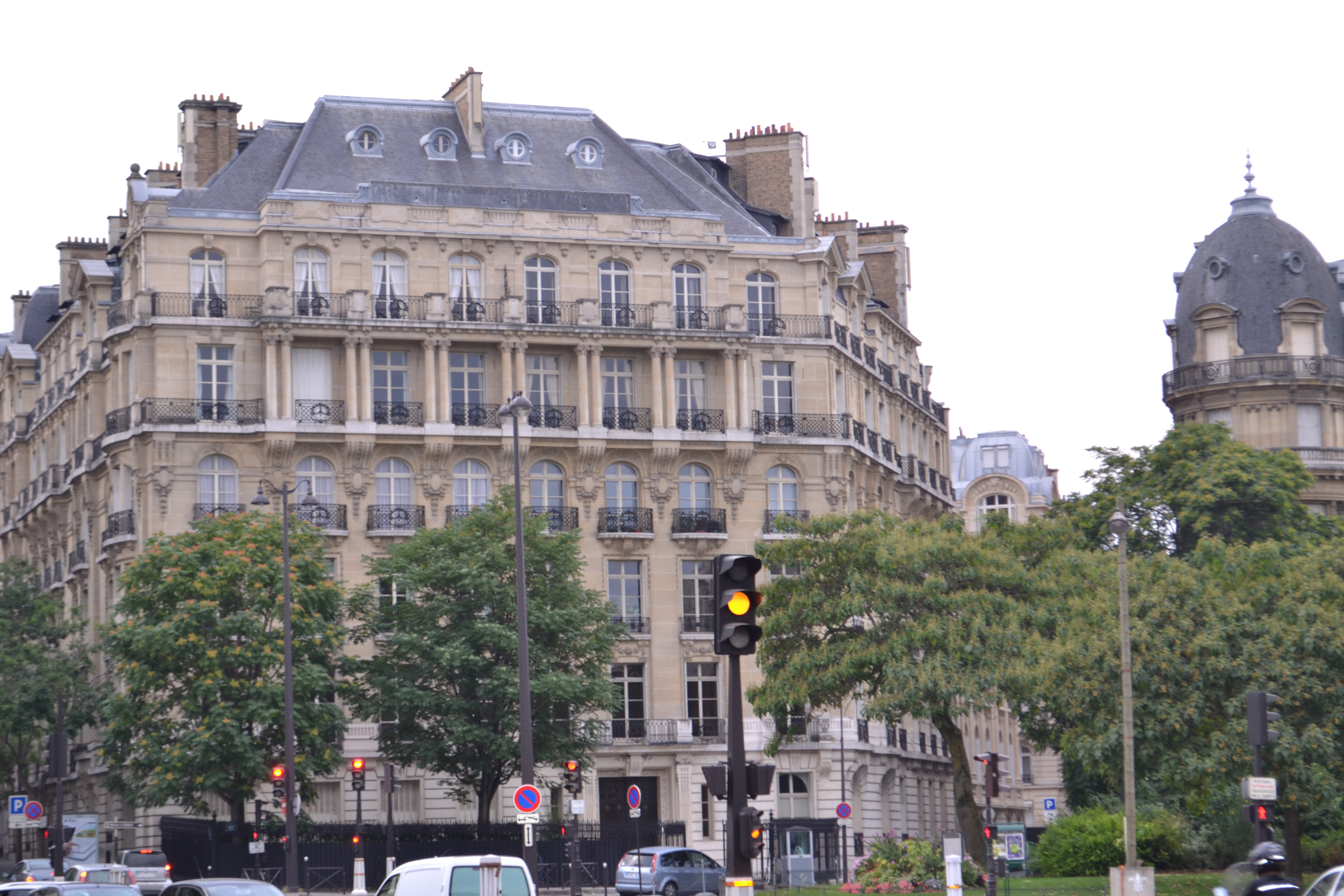
N. 41 Yacht Club de France.
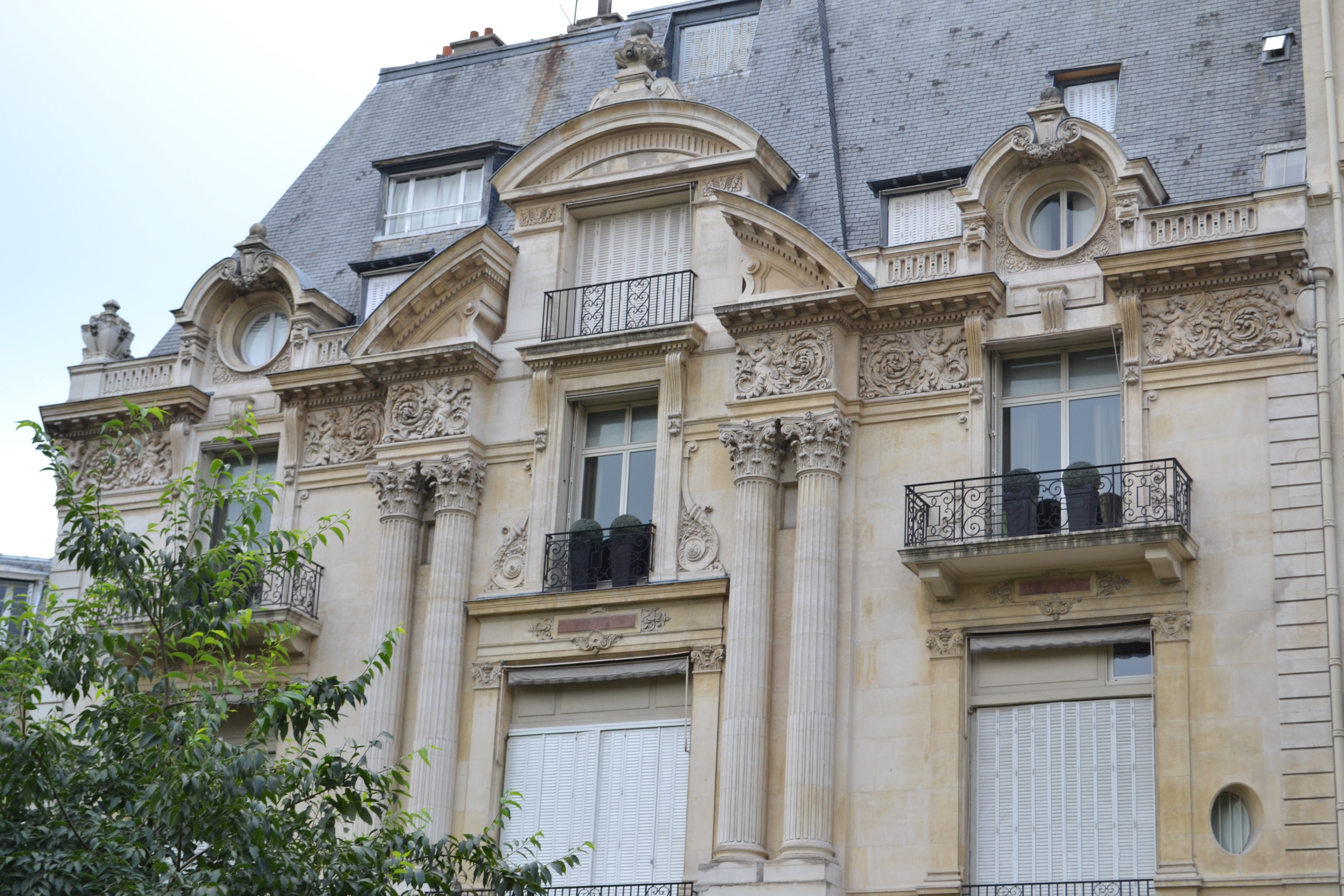
N. 66.

## Edifici demoliti
- N.15: Hôtel de Paul Lebaudy.

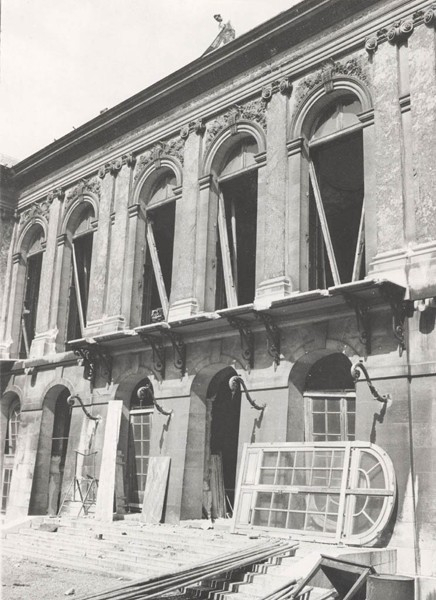
Facciata del Palais Rose quando fu distrutto.

- N.30: Hôtel de Yturbe. Costruito da Manuel de Yturbe, vecchio diplomatico messicano in Europa. L'edificio fu venduto a Simón Iturri Patiño dopo la seconda guerra mondiale.
- N.40: Palais Rose, una delle più sontuose dimore parigine costruita tra il 1896 e il 1902 dall'architetto Ernest Sanson per il conte Boniface de Castellane (1867-1932) e la cui architettura s'ispirava al Grand Trianon di Versailles. Fu demolito nel 1969.
- N.43 (nel 1897) : Palazzo di Thomas W. Evans, costruito sotto il Secondo Impero all'angolo dell'avenue de Malakoff. Eugenia de Montijo, sulla via dell'esilio, vi fu ospitata dopo la giornata rivoluzionaria del 4 settembre 1870. Utilizzato per l'Esposizione universale di Parigi del 1900 per ospitare i sovrani stranieri, fu demolito nel 1906.

## Métro
Stazioni del métro e del RER sull'avenue: 
- Charles de Gaulle-Étoile (linee 1, 2 e 6 del métro e linea A del RER)
- Porte Dauphine (terminale della linea 2)
- Avenue Foch (linea C del RER) sita all'angolo con il boulevard Flandrin (Porte Dauphine)